# Ryoji Yamanaka
Ryoji Yamanaka (født 19. april 1983) er en tidligere japansk fodboldspiller.
Han har spillet for flere forskellige klubber i sin karriere, herunder Mito HollyHock.